# CWHL 2008/09
Die Saison 2008/09 war die zweite Spielzeit der Canadian Women’s Hockey League (CWHL), der höchsten kanadischen Spielklasse im Fraueneishockey in den Provinzen Ontario und Québec. Die Stars de Montréal gewannen den Meistertitel in der CWHL und sicherten sich zudem im Finalturnier – mit einem weiteren CWHL- und zwei WWHL-Teilnehmern – den erstmals vergebenen Clarkson Cup.

## Teilnehmer

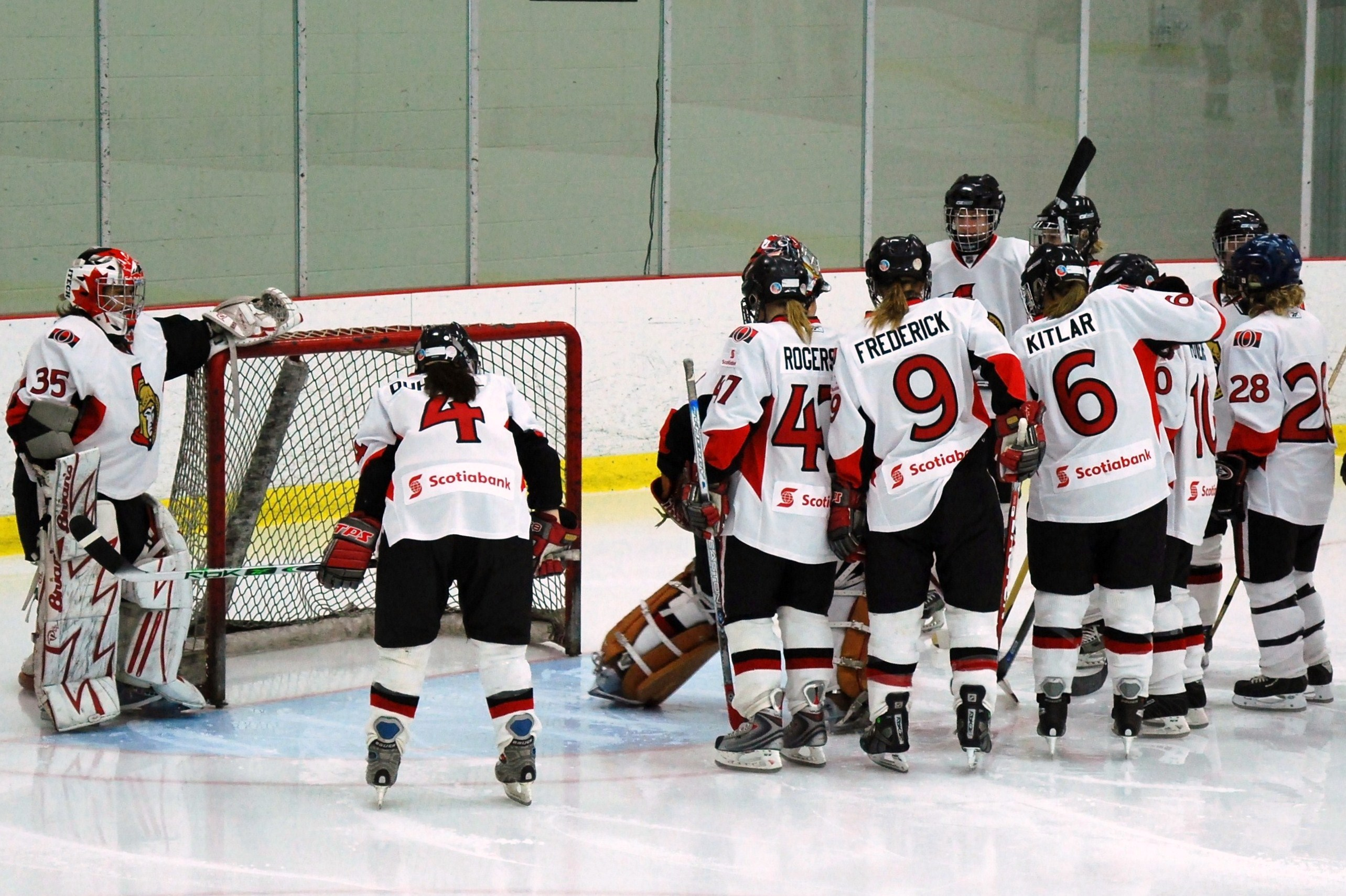
Spielerinnen der Ottawa Lady Senators

An der zweiten Austragung der CWHL nahmen nur noch sechs Mannschaften aus den Provinzen Ontario und Québec teil, da die Phénix de Québec nach der Vorsaison den Spielbetrieb eingestellt hatten. Aufgrund der geringen Anzahl an Mannschaften im Osten Kanadas wurde die Liga in einer Staffel ausgetragen.
Die Ottawa Capital Canucks fusionierten vor der Saison 2008/09 mit der Kanata Girls Hockey Association, gewannen 
das NHL-Franchise der Ottawa Senators als Sponsor hinzu und nannten sich in Anlehnung an diese in Ottawa Lady Senators um.
| Team                        | Standort             | Gründung | Spielstätte               |
| --------------------------- | -------------------- | -------- | ------------------------- |
| Brampton Canadettes-Thunder | Brampton, Ontario    | 1998     | Powerade Centre           |
| Burlington Barracudas       | Burlington, Ontario  | 2007     | Appleby Arena             |
| Mississauga Chiefs          | Mississauga, Ontario | 1998     | IceLand Mississauga       |
| Stars de Montréal           | Montréal, Québec     | 2007     | Centre Étienne Desmarteau |
| Ottawa Lady Senators        | Ottawa, Ontario      | 1998     | Sandy Hill Arena          |
| Vaughan Flames              | Vaughan, Ontario     | 1999     | Vaughan Sports Village    |

## Reguläre Saison
Die reguläre Saison begann am 4. Oktober 2008 und endete am 1. März 2009. Die beiden punktbesten Mannschaften qualifizierten sich direkt für das Play-off-Halbfinale, die vier weiteren nahmen an der ersten Play-off-Runde teil.

### Tabelle
| Pl. | Mannschaft                  | Sp | S  | OTN | SON | N  | Tore    | Punkte |
| --- | --------------------------- | -- | -- | --- | --- | -- | ------- | ------ |
| 1.  | Stars de Montréal           | 30 | 25 | 0   | 1   | 4  | 135:066 | 51     |
| 2.  | Brampton Canadettes-Thunder | 30 | 22 | 0   | 1   | 7  | 136:065 | 45     |
| 3.  | Mississauga Chiefs          | 30 | 19 | 1   | 1   | 9  | 101:069 | 40     |
| 4.  | Burlington Barracudas       | 30 | 11 | 1   | 2   | 16 | 082:099 | 25     |
| 5.  | Vaughan Flames              | 30 | 9  | 0   | 2   | 19 | 082:127 | 20     |
| 6.  | Ottawa Lady Senators        | 30 | 4  | 0   | 0   | 26 | 057:167 | 8      |

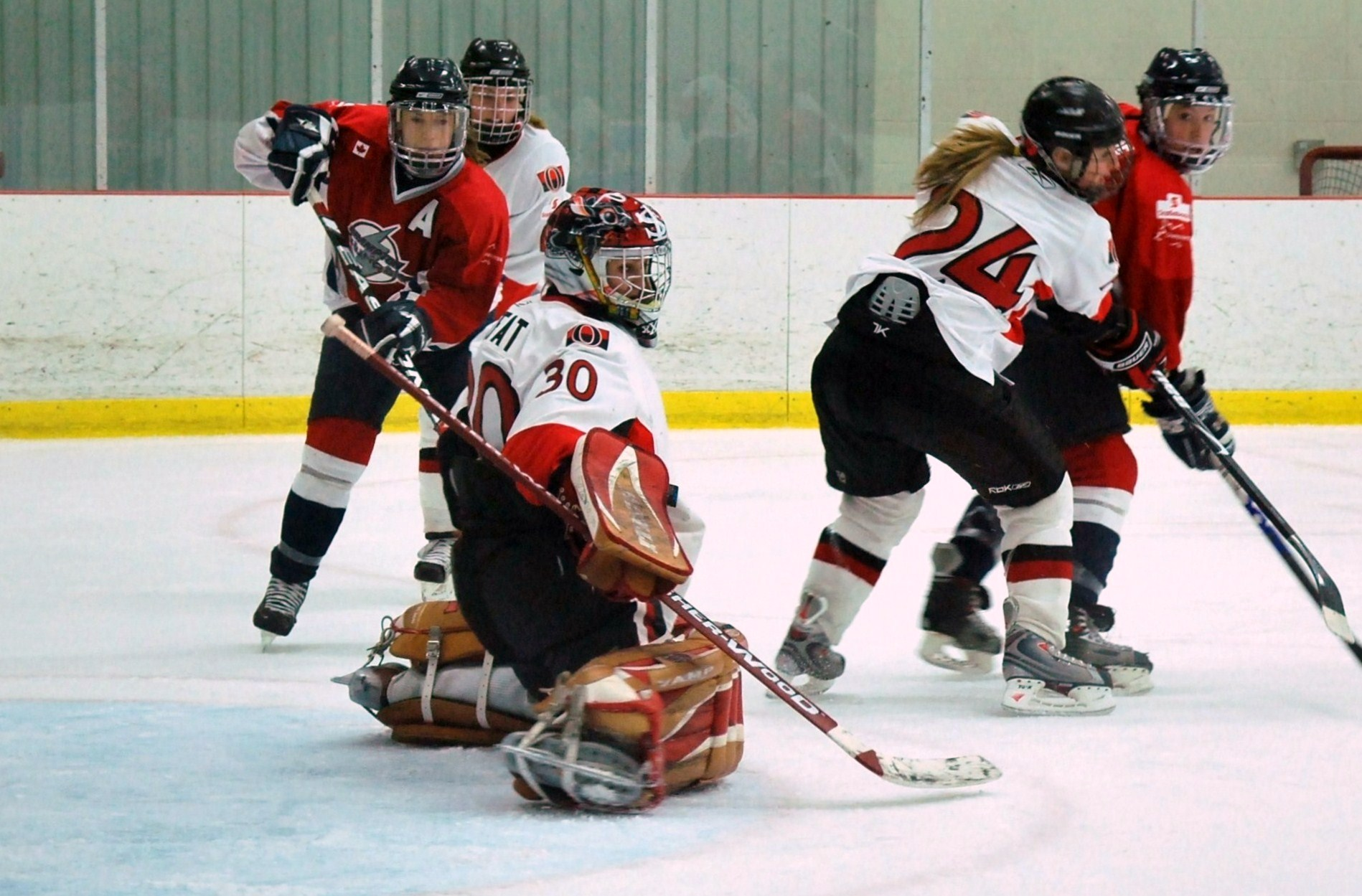
Spielszene Ottawa gegen Brampton (Februar 2009)

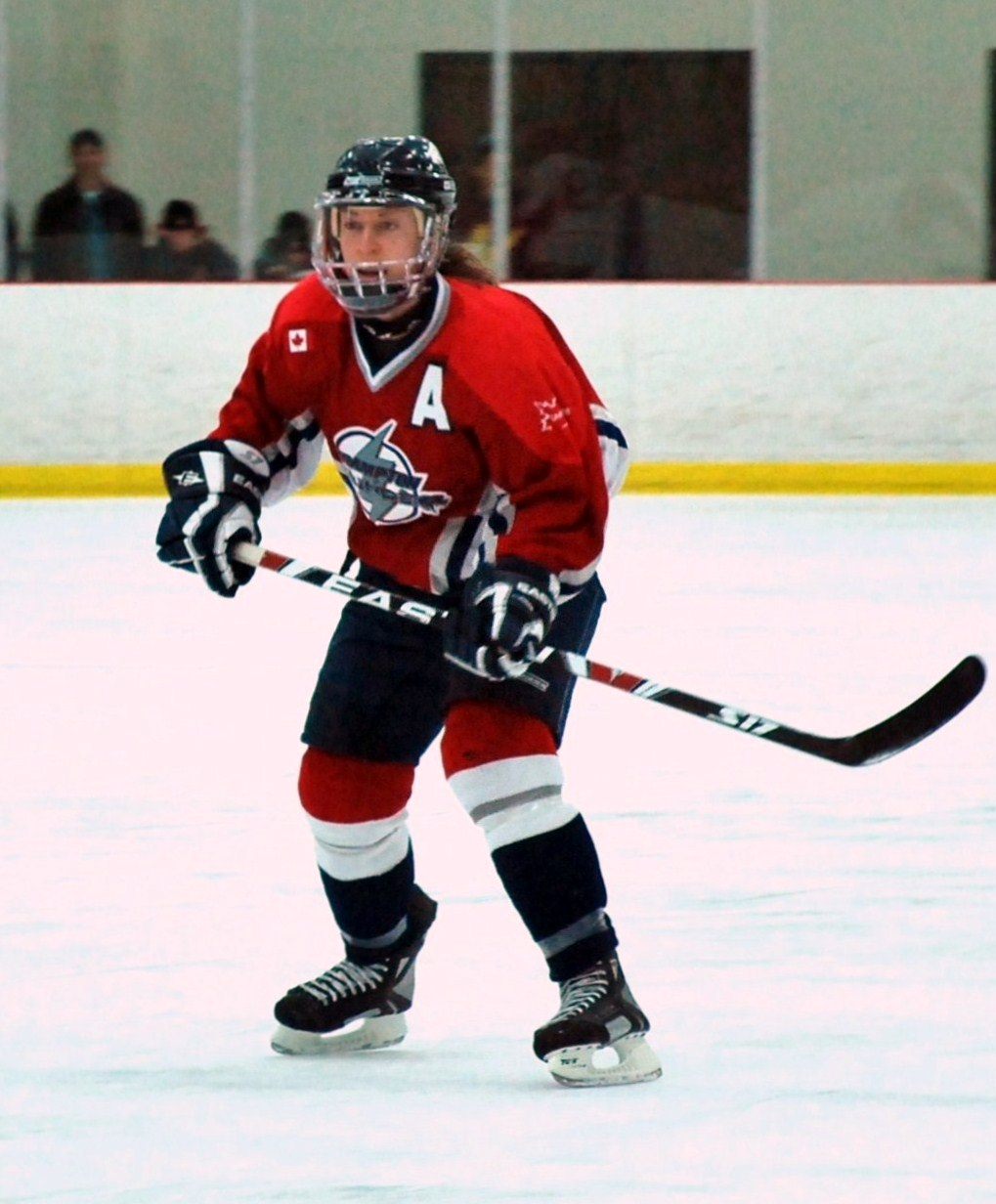
Jayna Hefford wurde Topscorerin und beste Torschützin

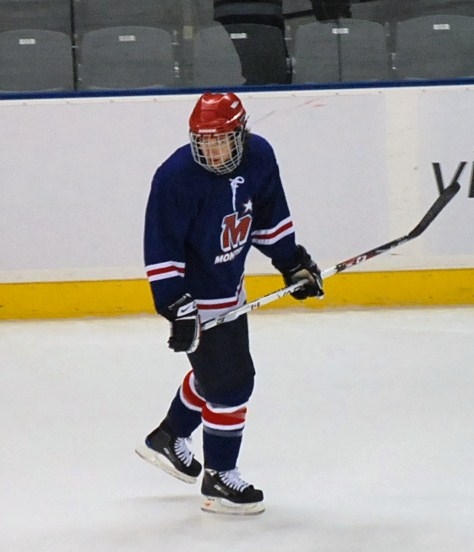
Caroline Ouellette erreichte die meisten Torvorlagen

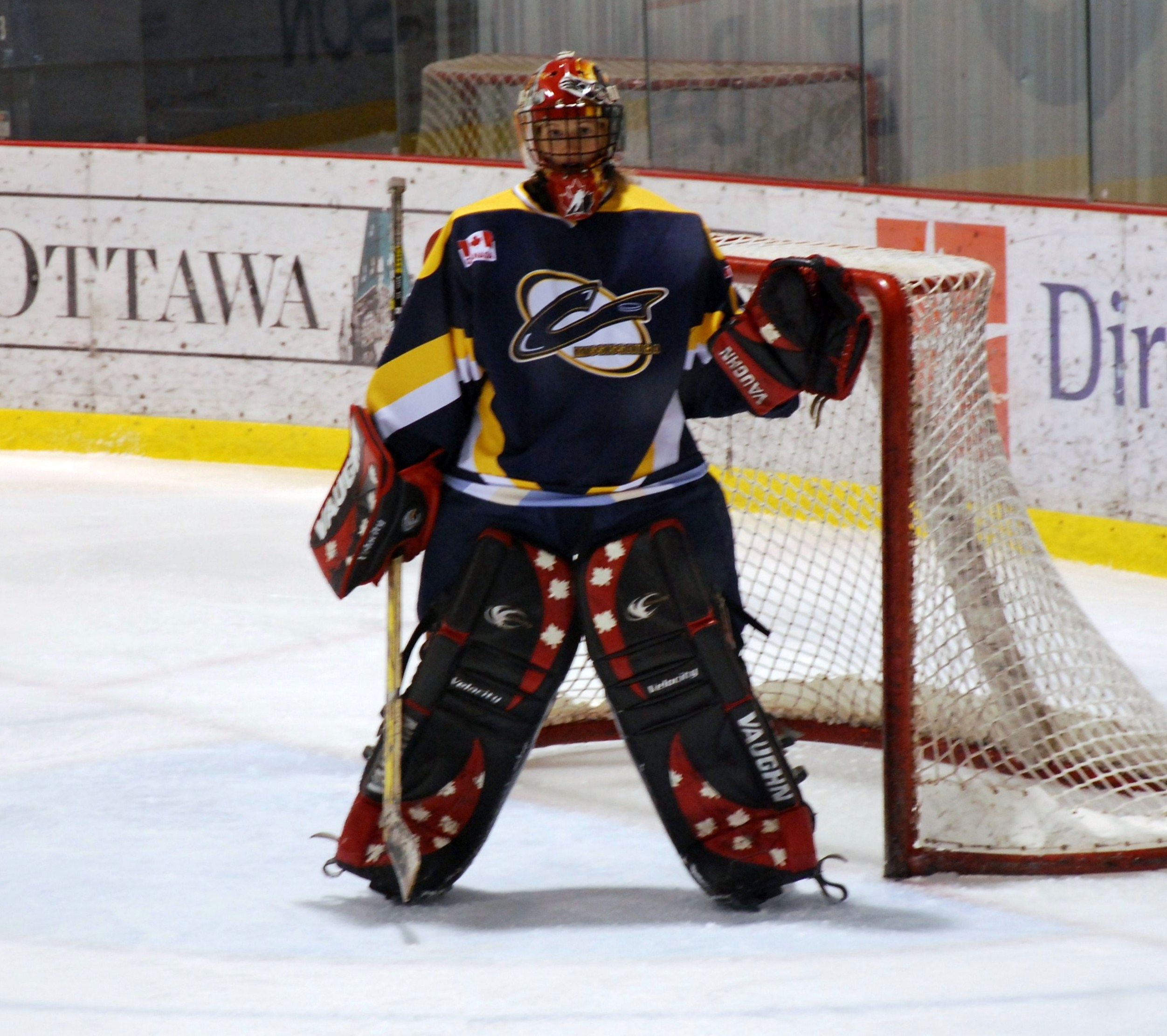
Sami Jo Small gehörte zu den statistisch besten Torhüterinnen

Abkürzungen: Pl. = Platz, Sp = Spiele, S = Siege, OTN = Niederlagen nach Verlängerung (Overtime), SON = Niederlagen nach Penaltyschießen (Shootout), N = Niederlagen

Erläuterungen: Direkt für das Play-off-Halbfinale qualifiziert

### Statistik

#### Beste Scorerinnen
Quelle: hockeymedia.ca; Abkürzungen: Sp = Spiele, T = Tore, V = Assists, Pkt = Punkte, SM = Strafminuten; Fett: Saisonbestwert
| Spieler            | Mannschaft  | Sp | T  | V  | Pkt | SM |
| ------------------ | ----------- | -- | -- | -- | --- | -- |
| Jayna Hefford      | Brampton    | 28 | 44 | 25 | 69  | 36 |
| Caroline Ouellette | Montréal    | 24 | 26 | 33 | 59  | 6  |
| Jennifer Botterill | Mississauga | 28 | 25 | 30 | 55  | 30 |
| Noémie Marin       | Montréal    |    | 23 | 26 | 49  |    |
| Sabrina Harbec     | Montréal    |    | 20 | 26 | 46  |    |
| Lara Perks         | Mississauga |    | 20 | 23 | 43  |    |
| Sommer West        | Mississauga |    | 16 | 22 | 38  |    |
| Jana Harrigan      | Burlington  |    | 18 | 19 | 37  |    |
| Lori Dupuis        | Brampton    |    | 13 | 24 | 37  |    |
| Kathleen Kauth     | Brampton    |    | 9  | 22 | 31  |    |

#### Beste Torhüterinnen
Quelle: hockeymedia.ca; Abkürzungen: Min = Eiszeit (in Minuten), S = Siege, SO = Shutouts, GTS = Gegentorschnitt; Fett: Saisonbestwert
| Spieler          | Mannschaft  | Min  | S  | GTS  | SO |
| ---------------- | ----------- | ---- | -- | ---- | -- |
| Laura Hosier     | Brampton    | 1143 | 13 | 1,99 |    |
| Kim St-Pierre    | Montréal    | 1166 | 16 | 2,01 | 5  |
| Mandy Cronin     | Brampton    |      |    | 2,13 |    |
| Sami Jo Small    | Mississauga | 1332 | 13 | 2,25 | 4  |
| Tania Pinelli    | Burlington  | 924  |    |      |    |
| Robyn Rittmaster | Ottawa      | 914  |    |      |    |

## Play-offs

### Viertelfinale
- 7./8. März Mississauga 2:0 Ottawa Senators

| 7. März 2009 20:00 Uhr | Burlington Barracudas | 2:2 | Vaughan Flames | The Wave, Burlington |

| 8. März 2009 12:30 Uhr | Burlington Barracudas | 2:2 | Vaughan Flames | The Wave, Burlington |

| 8. März 2009 | Burlington Barracudas Mallory Johnston | 1:0 Stand: 2:1 | Vaughan Flames | The Wave, Burlington |

### Halbfinale
Stars de Montréal – Burlington Barracudas
| 14. März 2009 | Stars de Montréal | 6:1 | Burlington Barracudas | Montréal |

| 15. März 2009 | Burlington Barracudas | 3:1 | Stars de Montréal | Burlington |

| 15. März 2009 | Burlington Barracudas | 0:1 (Overtime) Stand: 1:2 | Stars de Montréal Noémie Marin (7.) | Burlington |

Brampton Thunder – Mississauga Chiefs
| 14. März 2009 | Brampton Thunder | 3:2 | Mississauga Chiefs | Brampton |

| 15. März 2009 | Mississauga Chiefs | 4:1 | Brampton Thunder | Mississauga |

| 15. März 2009 | Mississauga Chiefs | 0:1 (Overtime) Stand: 1:2 | Brampton Thunder Jayna Hefford | Mississauga |

## Auszeichnungen

### Spielertrophäen
- Most Valuable Player: Caroline Ouellette, Montréal
- Angela James Bowl (Topscorerin): Jayna Hefford, Brampton
- Outstanding Rookie: Laura Hosier, Brampton
- Beste Stürmerin: Jayna Hefford, Brampton
- Beste Verteidigerin: Becky Kellar, Burlington
- Beste Torhüterin: Kim St-Pierre, Montréal

### All-Star-Teams
| First All-Star Team |                                                         |
| Angriff:            | Jayna Hefford – Jennifer Botterill – Caroline Ouellette |
| Verteidigung:       | Becky Kellar – Cheryl Pounder                           |
| Tor:                | Kim St-Pierre                                           |

| Second All-Star Team |                                             |
| Angriff:             | Jana Harrigan – Lara Perks – Sabrina Harbec |
| Verteidigung:        | Bobbi Jo Slusar – Ashley Pendleton          |
| Tor:                 | Sami Jo Small                               |

| All-Rookie Team |                                               |
| Angriff:        | Noémie Marin – Brooke Beazer – Amanda Parkins |
| Verteidigung:   | Annie Guay – Shannon Moulson                  |
| Tor:            | Laura Hosier                                  |

## Clarkson Cup
Das erste Finalturnier um den Clarkson Cup, auch Scotiabank National Canadian Women's Championship,  wurde vom 19. bis 21. März 2009 im K-Rock Centre in Kingston ausgetragen. Die Stars de Montréal besiegten im Finale die Minnesota Whitecaps mit 3:1 und gewannen damit als erstes Club-Team überhaupt den 2005 gestifteten Clarkson Cup.